# 久見田喬二
久見田 喬二（くみた きょうじ、1903年 - 没年不明）は、日本の映画監督、脚本家である。名は-喬司あるいは-喬次とも書き、組田 彰造（-しょうぞう）とも名乗った。「影造」は誤り。

## 人物・来歴
1903年（明治36年）に生まれる。
日活太秦撮影所は、1927年（昭和2年）12月に開業しているが、このころには助監督を始めており、1929年（昭和4年）に公開された片岡千恵蔵プロダクション製作、清瀬英次郎監督の映画『愛染地獄 第一篇』ではチーフ助監督としてクレジットされている。
29歳となる1932年（昭和7年）、『飢えたる武士道』で監督としてデビューする。1936年（昭和11年）に結成された日本映画監督協会に参加するが、とある例会で、マキノ正博と殴り合いのけんかになる。後日、マキノはこの話をどんどん誇張・拡大し、最終的には喧嘩が原因でまもなく死んだことにされてしまった。1940年（昭和15年）、「組田彰造」と改名する。監督協会は1943年（昭和18年）に戦時体制のため一旦解散した。
第二次世界大戦後は、1953年（昭和28年）に『びっくり六兵衛』を監督するまで、表に名前が出てこない。同年、新東宝で『白鳥の騎士』を撮った後は、またしばらく名前が出てこないが、1960年（昭和35年）、日本電波映画が製作するテレビドラマでメイン監督を張る。
62歳を迎えた1965年（昭和40年）以降の消息はわからない。

## フィルモグラフィ

### 日活太秦撮影所
- 『愛染地獄 第一篇』、監督清瀬英次郎、片岡千恵蔵プロダクション / 日活、1929年 - 助監督
- 『十四郎御用篇』、監督辻吉郎、1930年 - 助監督
- 『飢えたる武士道』、1932年
- 『芝浜の革財布』、1933年
- 『月光人斬橋』、1933年
- 『定九郎小僧』、1934年

### 日活京都撮影所
- 『捕物五月雨格子』、1934年
- 『仮面の敵』、1934年 - 監督・原作・脚本
- 『旅姿桂小五郎』、1934年 - 監督・脚本
- 『気合術三人組』、1935年 - 監督・原作・脚本
- 『旅役者お七狂乱』、1935年
- 『東海道々中双六』、1935年 - 監督・原作
- 『新版やくざ草紙 逃げ水の弥三』、1935年
- 『封印半次郎』、1935年 - 監督・脚本
- 『名刀安綱の行方 前篇』、1936年 - 監督・脚本
- 『名刀安綱の行方 解決篇』、1936年 - 監督・脚本
- 『銀之丞異変 前篇』、1936年
- 『銀之丞異変 解決篇』、1936年
- 『振袖姿弁天小僧』、1936年
- 『極楽武勇伝』、1936年
- 『変化若衆髷 前後篇』、1937年 - 監督・脚本
- 『小町鳶』、1937年
- 『恩讐巡礼歌』、1937年
- 『花見の仇討』、1938年
- 『銀之丞出現』、1938年

組田彰造
- 『名月赤城山』、1940年
- 『浪曲一代男』、1940年
- 『まぼろし城 第一部』、1940年
- 『まぼろし城 第二部』、1940年
- 『まぼろし城 第三部』、1940年
- 『天兵童子 第一話 幼き英雄』、1941年
- 『天兵童子 第二話 日本の子』、1941年
- 『天兵童子 第三話』、1941年
- 『天兵童子 第四話 甦る力』、1941年

### 戦後
組田彰造
- 『びっくり六兵衛』、東京映画 / 東宝、1953年 - 監督・脚本
- 『白鳥の騎士』、新東宝、1953年
- 『天馬天平』、テレビドラマ、日本電波映画 / フジテレビジョン、1960年 - 1961年
- 『琴姫七変化』、テレビドラマ、日本電波映画 / 読売テレビ、1960年 - 1962年
- 『坊主拳法』、テレビドラマ、日本電波映画 / 読売テレビ、1964年 - 1965年

## 註
1. 1 2 3 4 5  「久見田喬二」（#外部リンク）、日本映画データベース、2009年10月9日閲覧。
2. 1 2  『日本侠客伝 - マキノ雅弘の世界』、山田宏一、ワイズ出版、2007年、p.150。